# Nestlé mata bebês
Nestlé mata bebês (em espanhol Nestlé mata bebés; em alemão Nestlé tötet Babies) foi um escândalo da multinacional de alimentos suíça Nestlé da década de 1970, que mostrou contradições precoces no conceito de "responsabilidade social corporativa". Textos contemporâneos da feminista Traude Bührmann e do cineasta Peter Krieg sugerem que nas condições sistêmicas atuais, uma empresa, na última instância, não pode desviar da busca constante do lucro, mas subordina necessariamente qualquer forma de responsabilidade às dinâmicas do mercado. Neste contexto, o cidadão que se organiza em movimentos sociais surge como único ator consciente relevante. Pode-se resumir que este escândalo envolveu uma empresa multinacional relativo a mortalidade infantil, e foi solucionado pela atuação de movimentos sociais.
Mais precisamente, era o título de uma campanha e de uma brochura que foi publicada em 1974; trata-se da tradução de um relatório publicado pela ONG War on Want intitulado “O assassino de crianças”, “relatório sobre a desnutrição e a promoção do aleitamento artificial nos países do Terceiro Mundo”. A Nestlé acusou de difamação à ONG suíça que tomou tal iniciativa - a Arbeitsgruppe Dritte Welt (AgDW) de Berna- e que traduziu o relatório sob este titulo provocador. O escândalo levou a idéias seminais sobre... responsabilidade social corporativa.

## História
Nos anos 1970, um escândalo sacudiu a Nestlé, na época a segunda maior empresa produtora de alimentos do mundo. O movimento social transnacional em torno do escândalo desvendou a insensatez de certa noção de "responsabilidade social corporativa" tão em voga hoje. O caso revela contradições do capitalismo tardio e seus efeitos desastrosos para os mais vulneráveis: recém-nascidos em países pobres. Homenageamos ao momento conscientizador com paráfrases de partes da compilação jornalística intitulada Crianças morrem pela Nestlé? da escritora alemã Traude Bührmann (1978) e, depois, de partes do apelo para a coragem cívica do produtor alemão de filmes documentários Peter Krieg (1976). Bührmann, militante para os direitos da mulher, resume os fatos; e Krieg, quem produziu o documental Bottle babies ("bebês-mamadeira"; KRIEG, 1975), tira uma conclusão essencial sobre a postura necessária diante tais abismos morais de nossa época. 

## O rótulo provocador:“Crianças morrem pela Nestlé?”[2]
Em junho de 1976, o “Grupo de Trabalho para o Terceiro Mundo” de Berna (Arbeitsgruppe Dritte Welt Bern) foi condenado por ter violado a honra da Nestlé por ter publicado uma tradução do relatório Nestlé mata bebês de Mike Muller (publicada originalmente em 1974); neste relatório estavam expostas as relações entre, por um lado, as campanhas publicitárias maciças das multinacionais de alimentos e, por outro lado, a queda acentuada do aleitamento materno, a alimentação por mamadeira e a elevada mortalidade infantil em países africanos, asiáticos e latino-americanos. Nestlé considerou o relatório como difamatório
1. pelo seu título que sugere que "Nestlé mata bebês",
2. pelo que expõe as atividades de Nestlé e outras empresas como antiéticas e imorais,
3. pelo que responsabiliza a Nestlé pela morte ou por danos físicos e mentais irrecuperáveis em milhares de crianças, por causa de suas práticas de vendas no setor da nutrição infantil, e
4. pelo que acusa a empresa de ter disfarçado as vendedoras do alimento infantil em países em desenvolvimento como enfermeiras.[3]

Ao contrário da Nestlé que diante do tribunal teve que basear-se principalmente em notas de agradecimento para amostras gratuitas do leite infantil, o Grupo de Trabalho foi capaz de apresentar uma riqueza de evidências: cartazes, gravações de propagandas de rádio, estatísticas, pesquisas de mercado, cartas e relatórios de pacientes e médicos de todo o mundo etc. Nestlé, em seguida, devolveu todas as acusações menos a primeira. Os membros do Grupo de Trabalho foram condenados a uma multa de 300 francos suíços, ao pagamento dos honorários advocatícios da Nestlé e parte dos custos legais - no total, um montante relativamente baixo - mas uma vitória pírrica para a Nestlé.
O advogado de defesa do Grupo de Trabalho acusado comparou as práticas de vendas da Nestlé com os truques de traficantes de drogas: no contexto ali analisado, "quando a Nestlé distribuiu amostras grátis, ela não se comportou melhor do que um traficante de heroína que administra ao novo cliente a primeira injeção de graça, porque sabe que, em consequência disto, dependerá dele"; pois quando a mãe deixou de amamentar por causa da alimentação gratuita para o bebê, ela começou simultaneamente a depender da fórmula infantil, porque a própria produção de leite secou depois da interrupção da amamentação. À diferença das drogas, o efeito da mamadeira no contexto estudado era mortal: inúmeros bebês morreram por uma combinação de marasmo, gastroenterite e estomatite chamada de síndrome Lactogen", como disse um pediatra em Serra Leoa. As estratégias criminosas da multinacional foram múltiplas: altos funcionários da Nestlé divulgaram a falsa informação de que "a mamadeira seria melhor do que a amamentação"; eles fecharam de má fé os olhos diante a morte dos bebés, e eles ignoraram fatalmente as condições económicas, infraestruturais e higiénicas nos países-vítima; vendedoras não qualificadas foram disfarçadas com uniformes de enfermeira; médicos foram corrompidos, etc. Toda a complexidade do debate é extensamente documentada.
O artigo de Bührmann culmina com dois "argumentos em favor da Nestlé" contidos nas atas de defesa da Nestlé diante o tribunal: uma carta de um doutor suíço segundo a qual a culpa pela morte das crianças-mamadeira seria dos "governos-nigger analfabetos libertados que fazem travessuras com o leite da Nestlé sem providenciar antes água potável limpa ..."; e (de uma fonte desconhecida): "A culpa é da estupidez das mães quando não leem as instruções corretamente ..." 

## Apelo para a coragem cívica[9]
Peter Krieg, produtor do filme Bottle babies ("crianças da mamadeira", 1975), começa seu Apelo para a coragem cívica (1976) com que
quando, há algum tempo no parque zoológico de Colônia, na Alemanha, morreram três bebês de ursos polares por causa de leite em pó comercial habitual contaminada com bactérias, os jornais estavam cheios de indignação e compaixão. O fato de bebês humanos morrerem diariamente nos países do Terceiro Mundo por causa de sua dieta com leite em pó, é registrado pela "opinião pública" apenas quando os tribunais lidam com isso. Pergunto-me: Tornamo-nos insensíveis à miséria humana ou estamos apenas enganados sobre sua propagação e suas causas?— Peter Krieg, 1976, p. 35
Para Krieg, “tanto a massa de miséria quanto a massa de mentiras sobre a origem da miséria nos têm embrutecido” (idem). Como ele diz:
Todos os dias somos bombardeados com boletins da mídia, de políticos e palestrantes corporativos que, servidos por "cientistas" com argumentos supostamente "objetivos", inculpam pela fome e a pobreza no Terceiro Mundo a "superpopulação", as "condições climáticas difíceis" ou até mesmo à "estupidez dos afetados.— Peter Krieg (idem)
Krieg diz: “Quem trabalha, como eu, no setor da mídia pode logo perceber que outras explicações não são desconhecidos, mas indesejados, que existem sólidas razões políticas e econômicas para a ocultação das verdadeiras causas de fome e pobreza” (idem).
Para Krieg, o caso das crianças-garrafa evidencia essas verdadeiras causas claramente. Sobre o tema, Krieg produziu em 1975 o documental Bottle babies:
era impossível conseguir apoio financeiro da televisão, das autoridades estaduais ou mesmo de igrejas para o filme; responderam: "Pelo que saibamos, o leite em pó serve para salvar vidas, e não o inverso"; ou: "Parece-nos que vocês querem atacar as multinacionais pelo prazer de atacar" - com tais frases justificaram sua não-participação no projeto do documentário de Krieg (idem). Apenas quando o filme era pronto e quando o problema tinha se convertido em "notícia-mercadoria" graças ao processo da Nestlé, algumas estações de televisão tornaram-se capazes de difundir pelo menos alguns minutos do filme.— Peter Krieg, 1976, p. 35
É, segundo Krieg
fácil perceber que as mesmas forças que produzem a fome e a miséria tentam impedir a divulgação da verdade sobre essas inconvenientes. Numa época na qual dispomos de condições técnicas e económicas suficientes para alimentar um múltiplo da população; numa época na qual desemprego e pobreza em massa defrontam com uma imensa riqueza, não podemos nos contentar com explicar tais mal-estares com "dificuldades climáticas", "superpopulação" ou mesmo "estupidez".
	Os verdadeiros idiotas não são as mães do Terceiro Mundo que não podem ler as instruções nas latas de leite em pó; idiotas são aqueles que vêem nisto a principal causa de morte de crianças-mamadeira (Flaschenkinder). É tão necessário combater tal "estupidez" causada e mantida por descaminhos como é necessário combater o analfabetismo no Terceiro Mundo. Nosso "analfabetismo" consiste em que nos deparamos com os mecanismos da nossa economia mundial da mesma maneira como uma criança pequena enfrenta um avião. Como em todas as épocas essa ignorância, essa estupidez prescrita nos nossos países tão "desenvolvidos", é um pré-requisito para que continuem existindo as condições.
	Não devemos facilitar-nos demais a questão da solução para esses problemas. Conselhos tais como "os governos em questão do Terceiro Mundo deveriam simplesmente controlar ou proibir a importação do leite em pó", ou "eles deveriam vigiar mais rigidamente as atividades de corporações multinacionais ou submeter a distribuição de produtos como comida de bebê ao controle do ministério de saúde" - tais propostas são certamente corretas mas não levam em conta as relações reais de poder real na maioria dos países em desenvolvimento.— Peter Krieg, 1976, p. 35-36
Seguem alguns exemplos que Krieg testemunhou durante a rodagem no Quênia ou que lhe foram relatados: a Nestlé, entre outras empresas, comprou-se com doações o direito de fazer propaganda no hospital; o Ministério da Saúde proibiu cartazes que dizem: "O leite materno é o melhor para o bebê"; a Nestlé estava no local e ameaçou com a retirada das doações, caso não fosse mais permitido fazer propaganda; ; a empresa organizou banquetes para promover sua venta, abasteceu médicos gratuitamente com leite em pó, e de outras atividades à margem da corrupção. Membros conscientes da sociedade civil tiveram que lutar passo por passo contra a liberdade de propaganda que influenciou tão destrutivamente no comportamento das mães; a conscientização era transnacional, começando pela ONG inglesa War on want que lançou The baby killer em 1974, passando pela ONG suíça Arbeitsgruppe Dritte Welt que traduziu o relatório, chegando até médicos não corrompíveis nos países-vítima que começaram a informar seus co-cidadãos - um processo lento durante o qual morreram muitos bebês.
Peter Krieg conclui:
Tais práticas são certamente umas das mais inofensivas no arsenal das empresas multinacionais. No caso de elas falharem, serão apoiadas pelo avassalador poder econômico destas empresas que supera o da maioria dos países em desenvolvimento - sem esquecer do potencial político e militar dos países desenvolvidos, cujos governos são cada vez mais pessoalmente entrelaçados com os executivos de corporações e bancos.
	Nenhum "código" para o bom comportamento das corporações, nenhuma proibição de propaganda e nenhuma outra medida cosmética poderá evitar a longo prazo que os negócios dos maximizadores de lucro serão acompanhados por derramamento de sangue. O que devemos fazer é identificar essas práticas: devemos ter a coragem de chamar a atenção sobre como surgem tais práticas e quem se beneficia delas. Devemos ajudar as vítimas - somos mais eficazes quando lutamos contra as causas de sua miséria em nossos países, porque têm sua origem aqui, e quando os apoiamos em reconhecer a situação na qual eles se encontram para melhorá-la.
	À pergunta por quê eles não fizeram oposição aos crimes do fascismo no país, os pais da minha geração se desculparam de má consciência dizendo que sabiam nada sobre estes crimes, e mesmo se tivessem sido informados, teriam fechado os olhos por medo. Nós, que temos diariamente à vista as vítimas dos novos crimes, não poderemos mais desculpar-nos por ignorância, e cada vez que fechamos os olhos, nos tornamos cúmplices desses crimes.— Peter Krieg, 1976, p. 36-37

## Balanço
Ao terminar seu relato dos fatos, Traude Bührmann cita duas frases abomináveis que a própria Nestlé usou, por mais paradoxal e perverso que possa parecer, para sua defesa diante o tribunal. A essas frases - relativas à "estupidez das mães" e à "culpa dos governos-nigger" - Peter Krieg nos oferece a resposta de que é primeiro preciso reconhecer que "nos deparamos com os mecanismos da nossa economia mundial da mesma maneira como uma criança pequena enfrenta um avião"; ou seja: no sistema capitalista que vivemos, a chamada "responsabilidade social corporativa" não podia funcionar por si mesma: como mostram Bührmann e Krieg, foi apenas graças aos movimentos sociais que acabou a espiral mortal do leite em pó.